# اوج‌گیری

نمونه‌ای از ستون گرمایی بین زمین و ابر پنبه‌ای

برش نمادین از طریق یک جبهه نسیم دریا. اگر هوای درونی مرطوب باشد، کومولوس اغلب بخش جلویی را نشان می‌دهد.

ابر عدسی‌شکل که توسط موج کوهی ایجاد می‌شود

اوج‌گیری (به انگلیسی: Soaring) یا بالاروی (به انگلیسی: Lifting) یک پدیده هواشناسی است که به عنوان منبع انرژی توسط هواپیماهای اوج‌گیرنده و پرندگان اوج‌گیرنده استفاده می‌شود. رایج‌ترین کاربرد آن بالا رفتن انسان در ورزش و تفریح است. سه ورزش هوایی که از پرواز اوج‌گیری استفاده می‌کنند عبارتند از: گلایدینگ، کایت‌سواری و پاراگلایدر.
انرژی را می‌توان با استفاده از هوای در حال بالا رفتن از چهار منبع به دست آورد:
- گرمایی (ترمال) (جایی که هوا در اثر گرما بالا می‌رود)
- اوج‌گیری پشته‌ای، که در آن هوا توسط یک شیب به سمت بالا هدایت می‌شود،
- اوج‌گیری موجی، جایی که یک کوه یک موج ایستاده تولید می‌کند،
- همگرایی، جایی که دو توده هوا به هم می‌رسند.

در اوج‌گیری دینامیکی نیز امکان به دست آوردن انرژی وجود دارد، اگرچه در آن از تفاوت در سرعت باد به جای افزایش هوا استفاده می‌شود.
ستون گرمایی، ستون‌هایی از هوای بالارونده هستند که از طریق گرم‌شدن سطح توسط نور خورشید روی زمین تشکیل می‌شوند. اگر هوا دارای رطوبت کافی باشد، آب از هوای بالارفته متراکم می‌شود و ابرهای کومه‌ای را تشکیل می‌دهد.